# Cannon Falls
Cannon Falls is een plaats (city) in de Amerikaanse staat Minnesota, en valt bestuurlijk gezien onder Goodhue County.

## Demografie
Bij de volkstelling in 2000 werd het aantal inwoners vastgesteld op 3795.
In 2006 is het aantal inwoners door het United States Census Bureau geschat op 4038, een stijging van 243 (6,4%).

## Geografie
Volgens het United States Census Bureau beslaat de plaats een oppervlakte van
10,6 km², waarvan 10,4 km² land en 0,2 km² water. Cannon Falls ligt op ongeveer 239 m boven zeeniveau.

## Plaatsen in de nabije omgeving
De onderstaande figuur toont nabijgelegen plaatsen in een straal van 16 km rond Cannon Falls.